# Musaranya de Laxmann
La musaranya de Laxmann (Sorex caecutiens) és una espècie de mamífer de la família de les musaranyes que es troba al nord d'Euràsia (des de la mar Bàltica fins a la Mar del Japó, incloent-hi Hokkaido, Sakhalín i Corea).